# モジュレーション (MIDI)
モジュレーションまたはモジュレーション・デプス (英: modulation depth) は、MIDIのコントロールチェンジのひとつ。モジュレーション・ホイールなどの操作によって、主にビブラート効果を与える際に使用される。コントロール番号1。
MIDIでのビブラート効果とは、LFOピッチ変調であり、モジュレーション・デプスはその深さ（強さ）を制御する。なお、ピッチベンドを使うことで、LFOによらないビブラートを表現することもできる。

## 仕様
値は0が効果無し（初期値）で、127で最大効果となる。下記の設定によって効果が調整できる（GM2仕様）。GM2に満たない音源では、類似のパラメータがメーカー独自のNRPNやシステム・エクスクルーシブで設定できる場合もある。
レジスタード・パラメーター番号（RPN）MSB 0/LSB 5番「モジュレーション・デプス・レンジ」
ビブラートの最大ピッチ変化量。初期値は50セント。
コントロールチェンジ76番「サウンドコントローラー7：ビブラート・レイト」
ビブラートの速さの加減。実装はメーカーの任意。
コントロールチェンジ77番「サウンドコントローラー8：ビブラート・デプス」
ビブラートの深さの加減。実装はメーカーの任意。
コントロールチェンジ78番「サウンドコントローラー9：ビブラート・ディレイ」
ビブラートが遅れて始まる時間の加減。実装はメーカーの任意。
モジュレーションの効果は、通常ビブラートであるが、システム・エクスクルーシブのコントローラー・ディスティネーション・セッティングによって、下記の効果を複数設定することもできる（GM2仕様）。同様にアフタータッチや別のコントロールチェンジにビブラート効果を設定することもできる。
- ピッチ
- フィルターカットオフ
- 音量
- LFOピッチ変調（ビブラート）
- LFOフィルターカットオフ変調
- LFO音量変調（トレモロ）